# Per-Mathias Høgmo
Per-Mathias Høgmo (* 1. Dezember 1959 in Gratangen) ist ein norwegischer Fußballtrainer und ehemaliger Nationalspieler.

## Spielerkarriere
Per-Mathias Høgmo wechselte 1978 von Gratangen IL zum damaligen Zweitligisten FK Mjølner, bei dem er sechs Jahre lang spielte. Danach ging er für zwei Jahre zum Ligakonkurrenten Tromsø IL und schaffte mit diesem Team 1985 den Aufstieg in die erste norwegische Liga. Es folgte ein kurzes Zwischenspiel beim schwedischen Verein IFK Norrköping, welches bis an sein Karriereende die einzige und letzte Station im Ausland bleiben sollte. Zurück bei Tromsø spielte Per-Mathias Høgmo erstmals in der ersten norwegischen Liga. In der Saison 1986 spielte der Verein beständig gegen den Abstieg und entronn diesem am Ende nur sehr knapp. Wesentlich erfolgreicher war dagegen das Abschneiden im nationalen Pokal, welchen der Verein in derselben Saison mit einem 4:1-Finalsieg gegen Lillestrøm SK gewann. Zu dieser Zeit wurde Høgmo auch erstmals in die Norwegische Fußballnationalmannschaft berufen, kam jedoch nur auf einen Einsatz. 1988 erreichte Tromsø einen beachtlichen fünften Platz und in Høgmos letzter Saison 1989 wurde unter Trainer Tommy Svensson sogar der dritte Platz erreicht. Nach dieser Spielzeit beendete er seine aktive Laufbahn und wurde Trainer.

## Trainerkarriere
Erste Trainerstation war Gratangen IL, wo Høgmo auch seine Spielerkarriere begann. Nach zwei Jahren bei Tromsdalen UIL wechselte er ein weiteres Mal zu Tromsø und erreichte in der Saison 1992 den achten Tabellenplatz mit der Mannschaft. Es folgte zwei Jahre beim Amateurverein Fossum IF währenddessen Høgmo auch seine erste Anstellung beim norwegischen Fußballverband erhielt. Zwischen 1993 und 1996 trainierte er die U-19, U-15, U-16 und U-17-Juniorennationalmannschaften. Nebenbei war er aber weiterhin auch als Vereinstrainer tätig und schaffte 1995 mit Moss FK den Aufstieg in die Tippeligaen. Von 1997 bis 2000 war er Trainer der norwegischen Frauennationalmannschaft und machte erstmals auch auf internationaler Bühne auf sich aufmerksam. Bei der Fußball-Weltmeisterschaft der Frauen 1999 in den USA verlor man erst im Elfmeterschießen gegen Brasilien und wurde Vierter. Ein Jahr später gelang Høgmo dann bei den Olympischen Sommerspielen in Sydney der größte Erfolg seiner Karriere. Sein Team sicherte sich gegen die USA mit einem 3:2-Finalsieg nach Verlängerung die Goldmedaille.
Nach diesem Triumph kehrte er wieder zurück in den Männerbereich und trainierte mit der U-21-Nationalmannschaft bereits das fünfte Juniorenteam der Skandinavier. 2004 wechselte er zum vierten Mal zu Tromsø und schaffte mit dem Team den vierten Tabellenplatz und die damit verbundene Qualifikation zur Royal League. Høgmo verlängerte seinen Vertrag am Saisonende jedoch nicht und ging stattdessen zum norwegischen Rekordmeister Rosenborg Trondheim, der zu dieser Zeit in einer Krise steckte. Am Saisonende 2005 schaffte man es dank guter Leistungen aber doch auf den fünften Platz. Nachdem Rosenborg in der Saison 2006 bereits 10 Punkte Rückstand auf Konkurrent und Tabellenführer Brann Bergen hatte, trat Per-Mathias Høgmo aus gesundheitlichen Gründen vorübergehend als Trainer zurück. Interimstrainer Knut Tørum führte die Mannschaft zurück in die Erfolgsspur und Rosenborg wurde am Saisonende noch Meister. Nur zwei Tage nach dem Gewinn beendete Høgmo auf einer Pressekonferenz alle Spekulationen um seine Zukunft und verkündete sein Karriereende.
2009 trat Høgmo dann doch wieder einen Trainerposten an und leitete bis 2012 die Geschicke von Tromsø IL. Dort war er nun bereits zum fünften Mal in seiner Karriere angestellt. In der Saison 2013 übernahm er den Trainerposten beim schwedischen Erstligisten Djurgårdens IF.
Am 27. September 2013 wurde er Nachfolger von Egil Olsen als norwegischer Nationaltrainer. Nach einem schlechten Start in die Qualifikation zur Fußball-Weltmeisterschaft 2018 wurde er am 16. November 2016 entlassen.

## Erfolge
- Spieler:
  - Norwegischer Pokalsieger: 1986
- Trainer:
  - Olympiasieger: 2000

## Trivia
Vor seiner Anstellung bei Rosenborg Trondheim arbeitete Høgmo zeitweise als Kommentator beim NRK.

## Veröffentlichung
- Anne Marte Pensgaard und Per-Mathias Høgmo: Mental training i fotball, 2004, ISBN 82-7286-148-8